# بابتيست ويليام
بابتيست ويليام (16 يونيو 1995 في بلجيكا - ) هو لاعب كرة قدم بلجيكي في مركز الهجوم. شارك مع منتخب بلجيكا تحت 19 سنة لكرة القدم ومنتخب بلجيكا تحت 21 سنة لكرة القدم. أما مع النوادي، فقد لعب مع نادي لانس ونادي ليل.

## وصلات خارجية
- بابتيست ويليام على موقع الاتحاد البلجيكي (الإنجليزية)
- بابتيست ويليام على موقع قاعدة بيانات كرة القدم.إي يو (الإنجليزية)
- بابتيست ويليام على موقع Soccerway.com (الإنجليزية)
- بابتيست ويليام على موقع AS.com (الإسبانية)